# Eunidia dolosa
Eunidia dolosa är en skalbaggsart som först beskrevs av Francis Polkinghorne Pascoe 1859.  Eunidia dolosa ingår i släktet Eunidia och familjen långhorningar.
Artens utbredningsområde är Kenya. Inga underarter finns listade i Catalogue of Life.